# Synarthrose
Une synarthrose (ou articulation immobile) est un type d'articulation du point de vue fonctionnel qui ne permet aucun mouvement dans des conditions normales.
Elles sont unies soit par du cartilage dans le cas des synchondroses (comme les symphyses manubrio-sternale et xipho-sternale), soit par du tissu fibreux dans le cas des synfibroses (comme les sutures crâniennes).